# Philodromus mainlingensis
Philodromus mainlingensis este o specie de păianjeni din genul Philodromus, familia Philodromidae, descrisă de Hu și Li, 1987. Conform Catalogue of Life specia Philodromus mainlingensis nu are subspecii cunoscute.